# 박성빈 (축구 선수)
박성빈(한국 한자: 朴成彬, 2004년 6월 3일 ~ )는 대한민국의 축구 선수로, 포지션은 공격수이다. 현재 K리그2 부산 아이파크 소속이다.